# Strawberry Alarm Clock
Strawberry Alarm Clock foi uma banda de rock psicodélico surgida em 1967 em Los Angeles. Alcançou o topo do Billboard Hot 100 com "Incense and Peppermints", um dos hinos do movimento hippie. Originalmente chamado Thee Sixpence, o grupo californiano era composto por Ed King (guitarra), Lee Freeman (guitarra base), Gary Lovetro (baixo), Mark Weitz (órgão) e Randy Seol (bateria). No compacto de estréia da banda, "Incense and Peppermints", os vocais foram gravados por Greg Munford, um amigo do grupo, de apenas 16 anos de idade. Antes do primeiro álbum, entrou George Bunnell, que também tocava baixo, que se tornou o compositor principal. No verão de 1967 contribuíram com composições para o filme Psych-Out, e com uma aparição nele também. Gary Lovetro deixou a banda antes que fizessem o segundo álbum, Wake Up It’s Tomorrow, de 1967 também. O grupo ficou na ativa até 1971, quando se dissolveu, completamente sem dinheiro.
Ed King tornou-se membro do Lynyrd Skynyrd. Vários membros do Strawberry Alarm Clock reuniram-se na década de 1980 para apresentar-se em turnês.

## Integrantes

### Formação atual
- Gene Gunnels - bateria, percussão, vocal de apoio
- Mark Weitz - teclados, vocal de apoio
- Randy Seol - vibrafone, percussão, vocal de apoio
- George Bunnell - baixo, guitarra ritmica, vocal de apoio
- Howie Anderson - guitarra solo, vocal
- Steve Bartek - guitarra, flauta, produtor

### Ex-integrantes
- Lee Freeman - guitarra ritmica, harmónica, vocal
- Ed King - guitarra solo, baixo, vocal de apoio
- Gary Lovetro - baixo
- Marty Kartin - bateria, percussão
- John DeLeone - bateria
- Jim Pitman - guitarra, vocal de apoio
- Paul Marshall - guitarra, vocal de apoio
- Leo Gaffney - vocal de apoio
- Doug Freeman - vocal de apoio
- James Harrah - guitarra
- Peter Wasner - teclados
- Clay Bernard - teclados
- Bob Caloca - vocal de apoio
- Bruce Hubbard - percussão
- Jon Walmsley - guitarra, teclados, vocal de apoio

## Discografia
- Incense and Peppermints (1967)
- Wake Up… It's Tomorrow (1967)
- The World In Seashell (1968)
- Good Morning Starshine (1969)
- Wake Up Where You Are (2012)